# 別讓我走
《別讓我走》（英語：Never Let Me Go）是日裔英國作家石黑一雄的小說，承襲了作者一貫的典雅文筆，也闡明了人性的脆弱與希望，巧妙地融合了推理、懸疑、科幻與愛情。《別讓我走》曾入圍布克獎決選。該小說亦改編成電影、舞台劇及日本電視劇《別讓我走》。

## 小說內容
凱西和朋友同學在遠離塵囂的寄宿學校裡一起長大，他們不但沒有憂慮，也沒有明確的歷史，但有的是良好教育和鼓勵他們創作藝術的老師。
凱西和朋友在那裡多次有意無意的發現一些奇怪的神秘事，他們長大後，才開始慢慢意識到自己是刻意被制造成的複製人，會在成長到達青壯年時，被強逼移植器官給普通人類。
學校試圖證明複製人有常人的靈性，但是即使成功仍然無法改變孩子們的宿命。
在書的結尾，凱西的好朋友都已經因為器官捐獻而步入死亡，包括她一直深愛但不能與之生活的湯米，最後她自己也即將成為捐獻者了。

## 相關項目
- 《約定的夢幻島》
- 《絕地再生》
- 《來自新世界》